# O-fuda
 (mars 2019).
Si vous disposez d'ouvrages ou d'articles de référence ou si vous connaissez des sites web de qualité traitant du thème abordé ici, merci de compléter l'article en donnant les références utiles à sa vérifiabilité et en les liant à la section « Notes et références ».

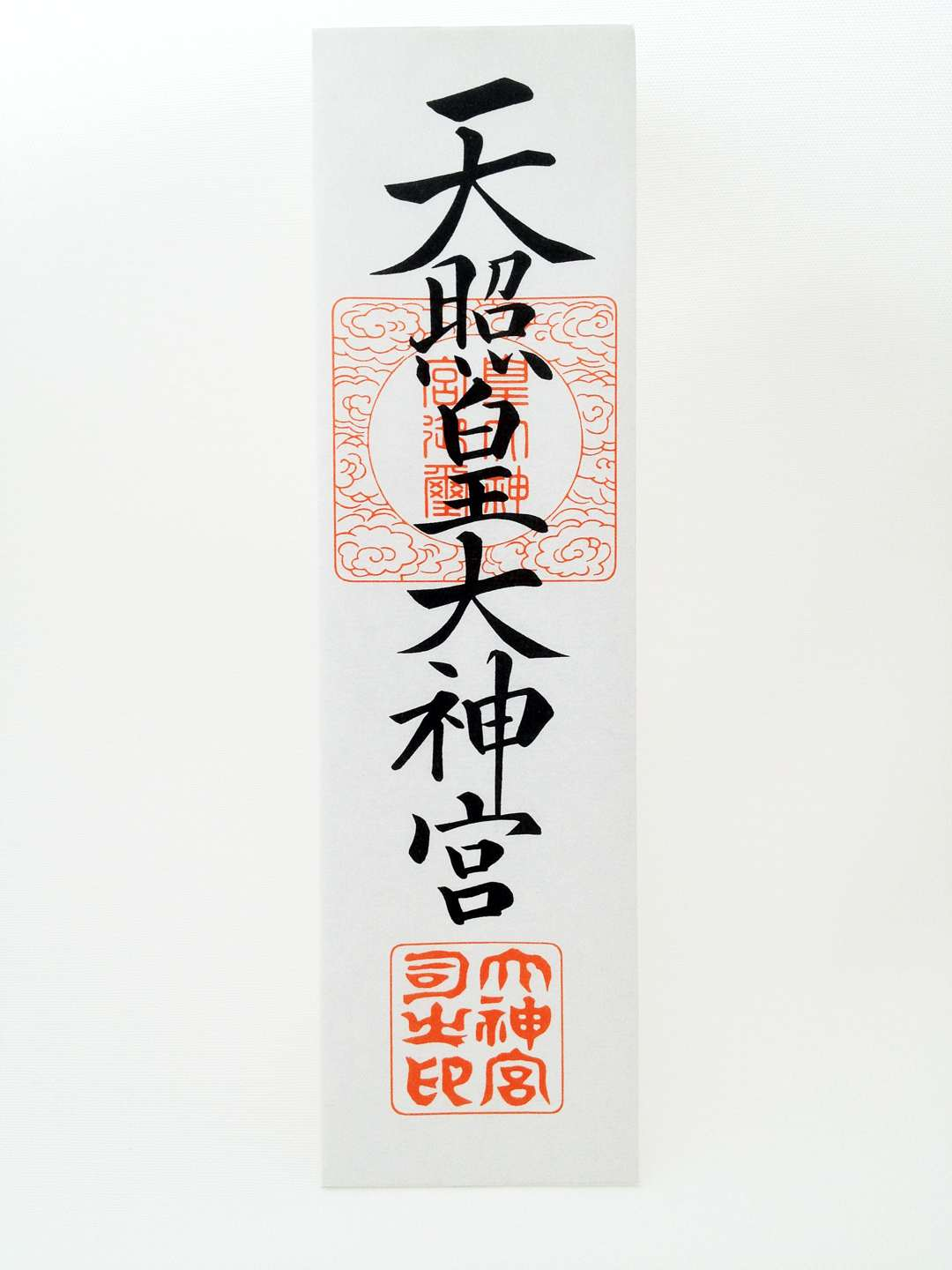
O-fuda appelé jingū-taïma, en IseWashi, distribué par le temple d'Ise.

Un o-fuda (御札 ou お札) est un gofu (護符), ou talisman, issu d'un temple shintō. Il peut aussi être appelé shinpu (神符). Il est fabriqué en inscrivant le nom d'un kami, le nom d'un sanctuaire shintô ou un symbole représentant le kami sur une bande de papier, de bois, de tissu ou de métal.
Il doit être renouvelé chaque année, typiquement avant la fin de l'année, et s'utilise en l'attachant à une porte, à une colonne ou au plafond. Il peut également être placé dans un sanctuaire privé appelé kamidana. Selon la croyance, il doit protéger la famille de certains maux comme les maladies. Des o-fuda plus spécifiques peuvent être utilisés à des endroits particuliers, par exemple dans la cuisine pour protéger des incendies. Un o-fuda populaire, nommé jingū-taïma (神宮大麻) ou plus simplement taïma (大麻), est fabriqué au temple d'Ise. Il est traditionnellement fabriqué en toile de chanvre, mais au Japon l'utilisation du chanvre comme textile est répandue depuis l'Antiquité et aucune vertu spirituelle n'est associée à son usage comme drogue. Aujourd'hui, ce talisman est fabriqué à partir d'IseWashi (washi qui est fait à Ise).
Il existe une forme « portable » du o-fuda nommée o-mamori (お守り), qui est enveloppée dans un petit sac de tissu décoré. Ce type de talisman provient du bouddhisme mais a été adopté par le shintoïsme ; on trouve des omamori dans les temples bouddhistes et shintoïstes. Alors qu'un o-fuda classique est destiné à toute la famille, un o-mamori est censé apporter une protection personnelle.
Dans le folklore japonais et les œuvres de fiction comme les mangas ou les anime, les o-fuda ont une apparence et une utilisation plus spécifiques. Dans ce contexte, il s'agit d'un morceau de papier sur lequel est inscrite une incantation sacrée ou magique, ou des symboles, inscrits soit par un prêtre, un magicien ou une miko. L'o-fuda sert de protection, voire d'arme, contre les créatures animées de mauvaises intentions comme les démons, les yōkai ou les oni. L'interprétation exacte varie selon l'auteur ou l'artiste.